# Bupalus kansuensis
Bupalus kansuensis är en fjärilsart som beskrevs av Eugen Wehrli 1953. Bupalus kansuensis ingår i släktet Bupalus och familjen mätare. Inga underarter finns listade i Catalogue of Life.